# Bountiful (Utah)
Bountiful je město v okresu Davis County ve státě Utah ve Spojených státech amerických. K roku 2010 zde žilo 42 552 obyvatel. S celkovou rozlohou 34,9 km² byla hustota zalidnění 1 219,3 obyvatel na km². Je 18. nejlidnatějším městem v Utahu. Centrum města leží v oblasti zvané Wasatch Range.